# Marcantonio Vincentini
Marcantonio Vincentini, auch Marco Antonio Vicentini (* 3. Juni 1624 in Rieti; † 1692) war ein italienischer katholischer Bischof und Diplomat.

## Biografie
Nach der Priesterweihe am 30. September 1668 wurde er am 1. April 1669 von Papst Clemens IX. zum Bischof der Diözese Foligno ernannt. Die Bischofsweihe erfolgte durch Kardinal Francesco Maria Brancaccio, Bischof von Frascati; als Mitkonsekratoren fungierten Erzbischof Stefano Brancaccio und Emanuele Brancaccio, Bischof von Ariano. Am 26. Januar 1671 wurde er zum apostolischen Nuntius im Königreich Neapel ernannt. Dieses Amt hatte er bis 1682 inne. Am 24. April 1684 erfolgte sein Rücktritt als Bischof von Foligno.